# 卡埃娜·孔泽
卡埃娜·孔泽（葡萄牙語：Kahena Kunze，1991年3月12日—）生于圣保罗，是一名巴西女子帆船运动员，主攻49人FX型。她的父亲和叔父也都从事帆船运动，其中父亲Claudio Kunze曾在20世纪70年代获得Penguin级别的世界青年锦标赛冠军，叔父Claudio Biekarck则曾多次在泛美运动会上获得奖牌。她最初练习的是Optimist型，她与后来的搭档马蒂娜·格拉埃尔在13岁时首次见面，两人在Optimist型比赛上互相竞争，后来两人转攻420型，成为搭档，并在2009年世界青年锦标赛获得冠军，再后来两人暂时拆对，其中卡埃娜将主要精力放在学业上，三年后，卡埃娜与格拉埃尔再度组成搭档，转攻49人FX型。